# Ulica Sokolnicza we Wrocławiu
Ulica Sokolnicza we Wrocławiu – ulica we wrocławskim Starym Mieście, łącząca ulicę Braniborską z ulicą Sikorskiego; przecięta jest na dwa rozłączne odcinki przez dwupasmową arterię ulicy Legnickej pomiędzy placem Solidarności a placem Jana Pawła II. Cała ulica liczy 486 metrów długości.

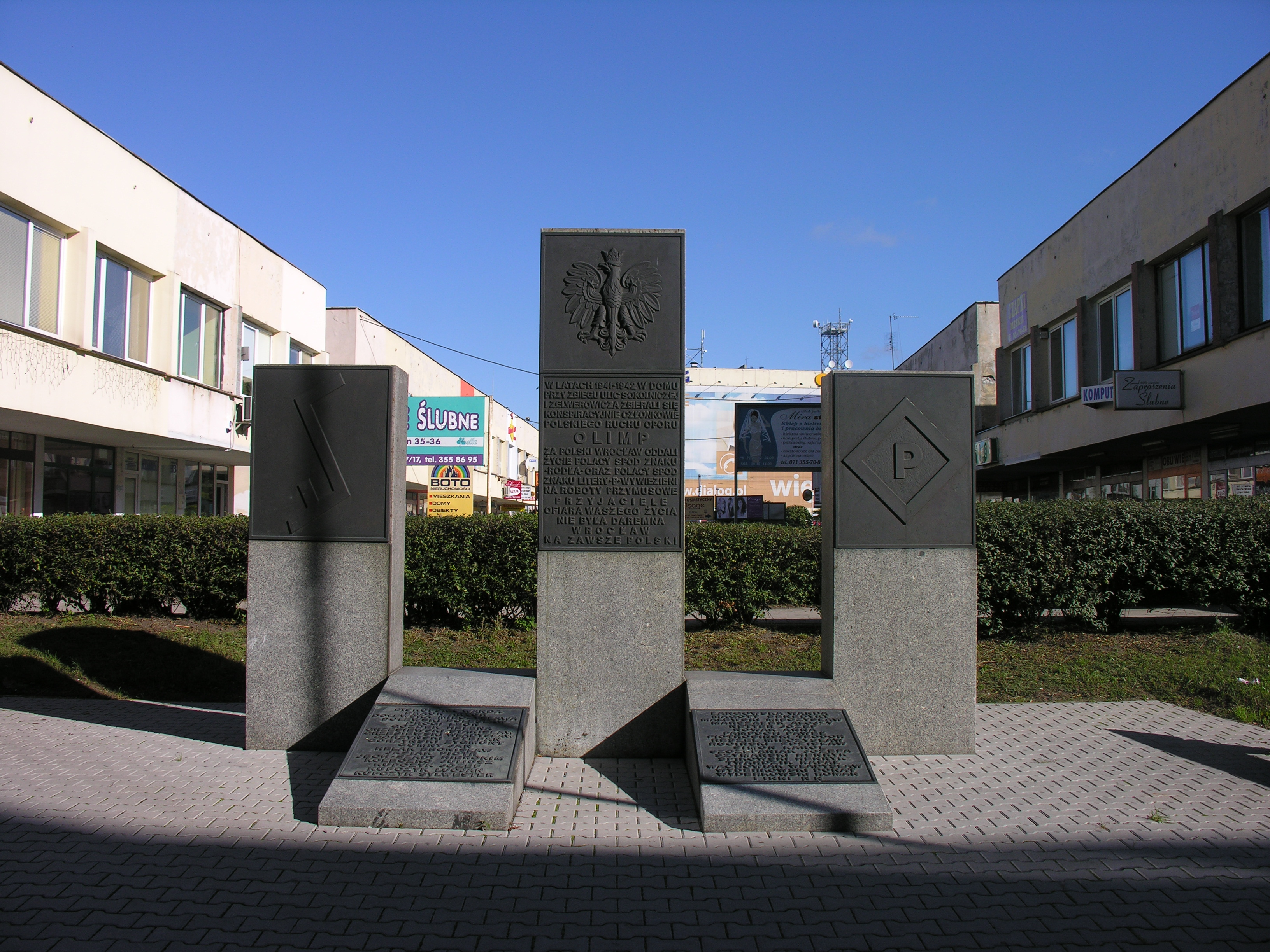
Pomnik organizacji "Olimp", widok z ul. Zelwerowicza

Wytyczona została po likwidacji w 1808 fortyfikacji miejskich, na dawnych terenach pofortecznych, częściowo w miejscu, gdzie przed XVII-wieczną rozbudową fortyfikacji znajdowała się uliczka, przebiegająca przez Wygon Mikołajski (przy skrzyżowaniu tej uliczki z główną drogą, która dziś nosi nazwę ulicy Legnickiej, w 1774 zlokalizowana była Gospoda Pod Złotym Mieczem), a dawniej przez historyczną podmiejską osadę Sokolniki.
Zabudowa ulicy Sokolniczej wznoszona była od lat 70. i 80. XIX wieku. Znalazły tu swoje miejsce, oprócz kamienic mieszkalnych, także składy i inne obiekty gospodarcze. Większość tej zabudowy zniszczona została w roku 1945 podczas oblężenia Festung Breslau, częściowo tylko odbudowana po wojnie (m.in. budynki zakładów E. Lindnera z lat 1879-89), a częściowo zabudowana nowymi obiektami, powstałymi w latach 70. XX wieku. Do roku 1945 ulica nosiła nazwę Neue Oderstrasse ("Nowoodrzańska") i Johnstrasse.
W pobliżu skrzyżowania ulicy Sokolniczej z Zelwerowicza wzniesiony został pomnik pamięci polskiej organizacji "Olimp", powstałej w konspiracji w roku 1941. Siedziba tej organizacji znajdowała się w nieistniejącej już kamienicy na rogu tych ulic, tj. w przybliżeniu w miejscu wzniesionego pomnika.
Przy ul. Sokolniczej 14-18 znajduje się Wrocławski Ośrodek Pomocy Osobom Nietrzeźwym (tzw. Izba Wytrzeźwień) działający w ramach Stowarzyszenia Pomocy Wzajemnej im. Stefana Kardynała Wyszyńskiego